# 오버워치의 등장인물
《오버워치》는 옴닉이라고 불리는 인공지능 로봇이 전세계적인 반란을 일으키는 옴닉 사태가 일어나 국제 연합이 정예 부대인 오버워치를 창설해 옴닉들과 맞서고 난 뒤 수십년 후, 근미래의 지구를 배경으로 하는 하이퍼 FPS이다. 오버워치는 의혹의 그림자 아래 몇 년 후 해산되었지만, 이전의 요원들은 인류의 새로운 위협에 대항하고자 선두로 돌아오게 된다. 《오버워치》는 현재 《오버워치2》에 들어서 40명의 영웅을 플레이할 수 있다. 21명의 영웅은 게임이 출시될 때부터 사용할 수 있었으며 이후 19명의 영웅이 추가되었다. 각각의 영웅은 자신만의 배경과 개성을 가지고 오버워치의 방대한 배경 이야기를 뒷받치고 있다.

## 개요
《오버워치》는 본래 2014년 11월 블리즈컨 컨벤션에서 12명의 캐릭터가 나온다고 알려졌으나, 다음 해 컨벤션에서 21명으로 늘어났다. 《오버워치》는 캐릭터 중심의 게임으로, 평론가들은 지배적인 클래스 기반의 사수 패러다임에서 벗어나 같은 클래스(두 저격수 등) 간에도 개별적 차이가 있는 것이 《오버워치》의 중점이라고 언급하였다. 비평가들은 게임의 접근성과 상세한 캐릭터 디자인이 게임의 전반적인 성공에 큰 역할을 하였다고 광범위하게 호평하였다.
밸브의 《팀 포트리스 2》와 비슷하게, 블리자드는 전용 스토리 모드 없이 《오버워치》 줄거리의 배경 이야기와 캐릭터를 단편 애니메이션, 캐릭터 공개 행사, 트윗, 웹코믹과 같은 게임 외부의 수단을 통해 공개하고 있다. 게임 줄거리는 인류가 최고의 영웅들을 모은 팀 오버워치를 결성한 뒤 인공지능 악당들을 물리친 기술적 특이점이 중심이 된다. 전투에서 승리한 뒤, 오버워치는 10년간 계속해서 평화를 지켰으나 내분으로 인해 해산되었다. 게임은 그 후 세계가 혼란에 빠진 시기를 무대로 한다.
게임의 캐릭터는 딜러, 돌격, 힐러의 세 가지 클래스로 나뉜다.딜러는 팀의 공격 데미지 대부분을 담당한다. 돌격은 팀을 위해 많은 양의데미지를 견디고, 힐러는 팀의 치료와 상태 효과, 상대팀의 상태 이상을 담당한다.

## 공격 (Damage)

### 겐지
겐지(일본어: 島田源氏, 영어: Shimada Genji)는 일본의 범죄 조직 시마다 가문의 막내 아들로 태어났고 시마다 한조의 동생이며, 과거 갑작스런 아버지의 죽음으로 한조는 겐지에게 가문의 일을 도우라 했으나 불법적인 일에 관심이 없었던 그는 한조와 갈등을 빚게 되었고 결국 형제 싸움은 겐지의 큰 부상으로 끝이 난다. 한조는 그가 죽었다고 생각하였지만 그는 살아있었고, 메르시 및 오버워치 의료진에 의해 발견되어 몸 대부분을 기계로 바꿔 목숨을 건졌고, 대가로 오버워치의 요원이 되어 시마다가의 뿌리를 뽑겠단 약속을 한다.
겐지는 일본의 가상 도시 하나무라를 근거지로 삼는 시마다의 범죄 제국을 무너뜨리는 데에 매진하였다. 시간이 흐를 수록 겐지는 자신의 기계화된 몸을 거부하기 시작했고 오버워치를 떠나 삶의 의미를 찾고자 세계를 떠돌았다. 겐지는 옴닉 수도사인 젠야타를 만난 후 그를 스승으로 삼고 인간과 기계, 그 중간인 자신의 존재를 받아들이고 성장하게 되었다.
단편 애니메이션 "용"에서, 겐지는 가문의 성에서 한조에게 자신의 정체를 드러낸다. 잠깐의 접전 후, 겐지는 자신이 한조의 행동을 용서했다고 말하고, 한조가 자기 스스로를 용서하도록 타이른다.
겐지의 한국어판 목소리는 김혜성이 맡았으며, 영어판 목소리는 가쿠 스페이스가 맡았다.

### 둠피스트
둠피스트(영어: Doomfist, 본명: 아칸데 오군디무; 영어: Akande Ogundimu)는 나이지리아 오요주 출신이며 탈론의 고위 간부이다. 둠피스트의 홀더는 지금까지 세 명이 있었으며 각각 구원자, 재앙, 계승자로 불린다. 아칸데 오군디무는 3번째 홀더인 계승자이다. 그는 감옥에 갇혀 있었지만 오군디무는 탈론 조직에 의해 감옥에서 탈출했다. 그 이후 눔바니의 둠피스트 건틀렛이 사라졌다.
둠피스트에는 단거리 핸드 캐논이 있어 시간이 지남에 따라 산탄 총과 같은 파열을 일으키고 탄환을 재생하지만 대부분의 능력은 둠피스트 건틀렛의 근접 공격을 통해 발생한다. 둠피스트는 로켓 펀치를 사용하여 상대방을 뒤로 밀고 공격할 수 있다. 또한 로켓 펀치를 맞고 벽에 부딪힌 적은 추가 피해를 입는다. 그리고 둠피스트에 가까운 거리에서 적을 발사하는 지진 강타와 손상을 입히면서 한 명의 적을 크게 발사하는 라이징 어퍼컷을 사용할 수 있다. 둠피스트의 궁극기는 파멸의 일격으로, 공중으로 뛰어 들어 땅을 쾅 닫을 수 있으며, 그 지점의 모든 범위의 모든 적에게 많은 피해를 입히고 짧은 거리로 되돌릴 수 있다.궁극기 대사는 "파멸의 일격"이고 팀원한테는 "간다"로 들린다
둠피스트 캐릭터의 개념은 오버워치의 첫 번째 영화 예고편에서 나왔다. 영웅이 도전의 통제를 위해 싸우고 있다. 특성을 더 개발에서 크리스 멧젠은 섬광 또는 녹색 손전등 과 유사한 "세대형 영웅"로 둠피스트의 기술을 만들었다. 눔바니지도는 박물관 전시를 포함하여 둠피스트 테마를 중심으로 설계되었으며, 해당지도에 대한 탑재 하중 목표의 일부이다. 오리사를 게임에 추가 한 업데이트에서 눔바니 맵은 치명적인 공격과 페이로드에서 긴 장갑의 절도를 보여주기 위해 수정되었다.
둠피스트는 2017년 7월 공식적으로 소개되었다. 이전에는 둠피스트가 게임에서 플레이 가능한 캐릭터가 될 것이라는 추측이 있었다. 테리 크루즈가 블리자드를 위해 둠피스트를 발표할 것을 제안했을 때 추측이 더욱 제기되었다. 둠피스트에 대한 계획이 없는 동안 크리스 멧젠은 이 둠피스트를 만들려면 어떻게 해야 합니까? 라고 진술했다. 그들은 일관성을 유지하기 위해 스토리를 통합할 예정이다. 게임이 출시된 이후 다른 새로운 영웅의 소개로 이어지는 유사한 패턴으로, 블리자드가 2017년 7월 소셜 미디어를 통해 둠피스트를 홍보하기 시작하였다. 2017년 7월 6일에 공개 테스트 서버에서 플레이가 가능하게 되었다. 7월 28일 본서버에 출시하였으며 일주일간 공개 테스트 서버에서 플레이가 불가능하다. 일주일 이후 공개 테스트 서버에서 플레이가 가능하게 되었다.

### 리퍼
리퍼(영어: Reaper, 본명: 가브리엘 레예스; 영어: Gabriel Reyes)는 전 미국 용병이자 테러리스트로, 본래 오버워치의 창립 멤버이다. 그는 기본 스킨에서 두건이 달린 검은 트렌치코트를 입고 하얀 해골 가면을 쓰고 있으며, 헬파이어 샷건으로 무장하였다.
로스엔젤레스에서 태어난 가브리엘 레예스는 "군인 강화 프로그램"에 선발된 미군의 베테랑 장교로, 프로그램을 통해 유전적으로 강화된 "완벽한 군인"이 되었다. 국제 연합은 옴닉 사태에 대항하여 특수 부대 오버워치를 구성하였고, 레예스는 프로그램 출신의 두 명 중 한 명으로 선발 후보에 오른 뒤 가장 처음 이 부대를 지휘하게 되었다. 모리슨이 오버워치 사령관에 오른 이후 레예스는 오버워치의 더러운 비밀 작전을 수행하는 블랙워치의 사령관이 되었다. 이는 오버워치 이벤트인 응징의 날에서도 알 수 있다. 하지만, 모리슨에 대한 그의 질투와 잦은 의견충돌은 결국 레예스가 블랙워치의 존재를 공개하는 원인이 되었고, 두 조직이 붕괴됐다. 그후, 스위스의 본부가 습격 사건으로 폭발해 파괴되었다. 두 남자는 그 폭발로 인해 죽었다고 알려졌지만, 사실 두 남자 모두 살아있었다. 모이라의 기술로 죽음의 위기에서 벗어난 가브리엘 레예스는 유전자 단위로 오염되고 재생하길 반복되어 몸이 계속해서 썩고 다시 재생하게 되었다.
레예스는 수년 후 세계 곳곳을 공격하는 수수께끼의 테러리스트 용병 "리퍼"로 다시 돌아왔다. 그는 적의 생명의 정수를 빼앗는 기술을 가졌고, 그 정수를 유전자로 흡수해 제 몸을 치료할 수 있으며 아무런 피해도 입지 않는 무형의 존재로 변하는 능력도 가졌다. 그의 진짜 정체와 목적은 알려져 있지 않지만, 활동 패턴으로 보아 예전 오버워치 요원을 제거하고 있는 것으로 추정된다. 리퍼는 시네마틱 트레일러에서 탈론 조직을 위해 위도우메이커와 함께 오버워치 박물관에 소장된 둠피스트의 건틀릿을 훔치려고 한다. 또한, 단편 애니메이션 "소집"에도 등장하여 윈스턴의 실험실을 기습하고 오버워치 요원 목록을 훔쳐가려고 하지만 실패한다.
리퍼의 한국어판 목소리는 신용우, 영어판 목소리는 키스 퍼거슨이 맡았다.

### 캐서디
캐서디(영어: Cassidy, 본명: 콜 캐서디(맥크리라고도 한다); 영어: Cole Cassidy)는 미국의 현상금 사냥꾼이자 서부의 무법자이다. 캐릭터 디자인은 서부 개척 시대를 모티브로 하였다. 숙련된 명사수로, 피스키퍼 리볼버와 섬광탄으로 무장하였다.
캐서디는 뉴멕시코주 산타페를 근거지로 삼아 미국 남서부 일대에서 군사 장을 불법으로 밀거래하는 데드락 갱단의 일원이었다. 캐서디와 동료들은 오버워치의 함정 수사에 걸려 체포되었으며, 그에게는 감옥에서 평생을 살거나 오버워치의 산하 비밀 조직 블랙워치에서 합류하라는 선택지가 주어졌다. 후자를 선택한 캐서디는 이를 통해 과거의 죄악을 씻을 수 있다고 믿었으며, 관료제가 간과하는 문제점이 결여된 조직인 블랙워치의 모습에 흡족했다. 블랙워치의 사령관이자 자신의 상관인 레예스를 사부라고 부를정도로 따랐으며 레예스의 가르침을 잘 듣는 장난꾸러기의 기질을 갖고 있었다. 그러나 블랙워치와 오버워치와의 갈등이 심해지며 결국 오버워치가 해체되자 캐서디는 자취를 감췄다. 캐서디는 수 년 후 현상금 사냥꾼이 되어 다시 모습을 드러냈다. 캐서디는 과거에 제시 맥크리라는 이름을 썼지만, 유래된 개발자 제시 맥크리의 성범죄 사건으로 인해 블리자드에서 이름을 콜 캐서디로
바꿨다.
케서디의 한국어판 목소리는 곽윤상, 영어판 목소리는 매튜 머서가 맡았다.

### 솔저: 76
솔저: 76(영어: Soldier: 76, 본명: 존 "잭" 모리슨; 영어: John "Jack" Morrison)은 55세의 미국 출신 전직 군인이자 무법자로, 오버워치의 창립 멤버이다. 얼굴 전체를 덮는 마스크를 쓰고, 나선 로켓을 발사할 수 있는 실험용 펄스 소총으로 무장하였다.
잭 모리슨은 인디애나주에서 태어났으며, 18세에 미군에 입대했다. 그는 용맹과 군인관을 바탕으로 "군인 강화 프로그램"에 선발되었고, 이후 친구인 가브리엘 레예스와 함께 오버워치에 합류했다. 옴닉 사태를 성공적으로 종결시킨 그의 공헌은 그를 부대의 공식 사령관으로 임명되도록 만들어주었지만, 이것은 그와 레예스 사이에 생긴 균열의 계기가 되었다. 오버워치가 부패했다는 주장으로 전세계적인 조사를 받게 되자, 두 남자 사이의 긴장감은 노골적인 충돌로 이어졌고, 오버워치의 본부가 파괴되는 결말로 이어졌다. 모리슨은 스위스 본부 습격 사건으로 인해 폭발에 휘말렸고, 알링턴 국립묘지에 매장되어 사망했다고 알려졌으나, 6년 후, 모리슨은 무법자 "솔저 : 76"로 재부상하여 다수의 불법 기업, 금융 기관, 전 오버워치 시설에 가한 연쇄 습격 사건, 무기와 고급 기술 탈취로 전 세계의 수배를 받게 되었다. 그는 오버워치의 몰락의 배후에 숨겨진 진실을 밝혀내기 위해 혼자만의 전쟁을 선포했다.
솔저: 76은 게임의 오픈 베타 기간 중에 가장 인기 있는 공격 캐릭터였다.
솔저: 76의 한국어판 목소리는 김승준이 맡았다.

### 솜브라
솜브라(영어: Sombra, 본명: 올리비아 콜로마르, 스페인어: Olivia Colomar)는 멕시코 출신 해커이며 탈론 소속이다. 전자동 기관단총으로 무장하였으며 해커답게 해킹을 통해 적의 기술이나 포탑, 방벽을 무력화시키거나, 힐링 팩 충전 시간을 통제할 수 있다.
그녀는 옴닉 사태로 인해 발생한 3천명의 고아 중 1명이었다. 하지만 그녀는 누구보다 해킹을 잘 했고, 이것으로 사람을 조종하는 것도 쉽다고 생각했다. 그녀는 기업, 정부 할 것 없이 해킹을 하고 다니다가 '누군가'에게 발각되었다. '누군가' 에게 발각된 이후, 그녀는 그동안의 모든 행적을 지우고, 신체에 전자 회로를 설치하여 '솜브라'로 다시 태어난다. 그리고 예전에 자신을 발견한 '누군가'가 바로 세상을 조종하는 존재라고 생각하고 그 존재를 찾아내어 이용하겠다고 마음먹는다.
멕시코의 전력회사인 루메리코, 러시아의 방산업체인 볼스카야 인더스트리와 회장 카티야 볼스카야 등이 지금까지 자세히 알려진 솜브라가 공격을 가한 대상들이다. 솜브라는 탈론 소속이지만 탈론에 대한 충성심은 없으며, 단지 자신의 계획을 성공시키기 위한 수단에 조금 협력해주는 것 뿐이다.
한국어의 목소리는 김연우, 영어판 목소리는 캐롤리나 라바사가 맡았다.

### 트레이서
트레이서(영어: Tracer, 본명: 레나 옥스턴; 영어: Lena Oxton)은 영국 출신 모험가이다. 실험 비행에서 사고를 겪어 육체가 현재의 시간을 따라갈 수 없게 되었지만, 동료인 윈스턴이 개발한 시간 가속기에 의해 시간을 조종하는 능력을 갖게 되어 앞으로 순간이동하거나 시간을 되돌릴 수 있다. 말할 때 약간의 영국 악센트를 사용한다. 블리자드의 출시 전 홍보에서 가장 두드러지게 등장한 캐릭터였다. 빠르게 발사되는 두 정의 펄스 쌍권총으로 무장하였으며, "점멸"하여 빠르게 이동하는 능력과 스스로를 "시간 역행"하여 3초 전의 데미지와 탄창 수, 위치를 되돌리는 능력이다.
런던 출신의 레나 옥스턴은 오버워치의 실험 비행 프로그램에 최연소로 참가한 조종사였으며, 순간이동 기술이 사용된 전투기 "슬립스트림"의 실험 대상으로 선발되었다. 시험 비행동안 일어난 오작동으로 전투기는 사라져 버렸으며, 그녀는 죽은 것으로 여겨졌다. 옥스턴은 수개월 후 다시 나타났지만 사고의 결과로 그녀의 분자 구조가 시간의 흐름을 따라가지 못해 "시간과 분리된 상태"로 고통 받고 있었다. 그녀는 물리적인 형태를 유지하지 못하고 한 번에 몇 시간, 심하게는 며칠간 사라졌다. 강화된 고릴라 과학자인 윈스턴은 "시간 가속기"를 개발하여 옥스턴이 현재에 묶일 수 있도록 하였으며, 그녀는 시간 가속기로 자신의 시간을 조종해 잠시동안 속도를 높이거나 자신의 시간을 되감을 수도 있게 되었다.
트레이서는 게임에서 처음으로 개발된 영웅으로, 게임플레이 역학 시험에도 사용되었다. 트레이서는 시네마틱 트레일러에서 둠피스트의 건틀릿을 훔치려는 위도우메이커와 리퍼를 막고자 윈스턴과 팀을 이루어 공격에 나선다. 또한, 단편 애니메이션 "심장"에 등장하여 런던에서 옴닉 수도사 테카르타 몬다타를 암살하려는 위도우메이커를 저지하려고 시도하지만 실패하게 된다. 트레이서는 게임의 커버 아트 캐릭터이며, 《히어로즈 오브 더 스톰》에서 플레이할 수 있는 영웅이다.
트레이서의 한국어판 목소리는 박신희, 영어판 목소리는 카라 시오볼드가 맡았다.
레즈비언 캐릭터이다. 개발자가 오버워치 영웅 중 성 소수자 캐릭터가 있다고 했는데 그 중 하나가 트레이서로 밝혀졌다.
궁극기는 펄스폭탄으로 폭탄을 던져 적에게 강한 데미지를 준다. 궁극기 대사는 "내 마음이야" "폭탄받아"  등 종류가 다양하다.

### 파라
파라(영어: Pharah, 본명: 파리하 아마리; 아랍어: فريحة عماري)는 32세의 이집트 보안 책임자이다. 점프 추전기가 달린 전투 슈트 랩토라 마크 VI을 착용하며, 로켓 런처로 무장하였다. 아나 아마리 와는 모녀 관계이며 오른쪽 눈가에는 아나와 같은 웨드제트(호루스의 눈) 문신을 하였다. 초기 오버워치 멤버들 사이에서 사랑받는 아이로 있었으며 아나가 사고로 다쳐 사라졌을 때는 오버워치 멤버들이 더 챙겨줄 정도로 오버워치 멤버들과는 사이가 좋았다.
스킬은 로켓엔진을 사용하여 짧은시간동안 날 수 있으며, 공격은 느린속도로 날아가는 로켓탄이다. 궁극기는 온몸에서 로켓탄을 빠르게 발산하여 상대에게 공격을 할 수 있다. 궁극기 대사는 "하늘에서 정의가 빗발친다"이다.
기지에서 태어난 파라는 어릴때부터 어머니 아나 아마리를 따르기를 원했다. 당시 아나 아마리는 오버워치의 부사령관이었고, 각종 임무도 수행하였다. 이때부터 파라는 오버워치 입단을 꿈꾸기 시작했다. 파라는 이집트 군에 입대하여 충성심과 집념으로 장교까지 진급하였으며 오버워치에 들어가기를 원했다. 그러나 오버워치에 들어가기 전 블랙워치라는 존재가 밝혀져 오버워치는 특별조사까지 들어가기에 이르렀고 인해 오버워치가 해체되고 말았다. 파라는 결국 발을 돌렸고 헬릭스 시큐리티 인터내셔널이라는 민간 보안기업에서 일자리를 제안받게 된다. 파라는 흔쾌히 수락하였고 이곳에서 제공하는 실험용 랩토라 마크 VI를 착용하며 "파라"라는 호출명을 가지고 보안 책임자로 일하게 된다.오버워치 공식 코믹스 "임무강령"의 주인공이며 그곳에서 헬릭스 시큐리트의 보안요원과 함께 신전의 해킹을 되돌려 놓는다.
파라의 한국어판 목소리는 조현정이 맡았다.

### 시메트라
시메트라(영어: Symmetra; 본명: 사티아 바스와니; 힌디어: सत्य वासवानी)는 인도 출신 광자학 전공자이다. 약간의 자폐 장애를 가지고 있다. 시메트라 패치 전에는 공격광선이 적을 따라 휘였지만 지금은 광선이 조준공간에 일직선으로 나가고 있다. 감시포탑으로 벽이나 천장에 세개의 감시포탑을 설치하여 적에게 피해를 줄 수 있다. 그리고 순간이동기를 설치하여 리퍼의 기술인 그림자 밟기처럼 이동할 수 있다. (다른 영웅들 궁극기들을 이용해 연계궁도 가능하다.) 궁극기는 광자방벽이며 대사는 '이것이 궁극의 현실이예요'이다.
시메트라의 한국어판 목소리는 임윤선이 맡았다.

### 메이
메이(영어: Mei, 본명: 저우 메이링; 중국어: 周美灵 (주미령))은 동면한 나이 포함(신체나이 21세) 31세의 중국 기후학자이자 모험가이다. 냉각총으로 적을 얼리며, 빙벽을 세워 적을 막는 능력, 얼음으로 자신을 감싸 생명력을 회복하고 모든 피해를 막을 수 있는 능력을 가지고 있다. 궁극기는 "눈보라"로, 설구(기후 조절 드론)으로 넓은 범위에 돌풍과 눈보라를 내뿜게 하여 적의 이동 속도를 감소시키고 피해를 입힌다. 눈보라 안에 너무 오래 있는 적은 얼어붙게 된다. 오버워치는 행성에서 일어나는 기후 변화의 근본적인 원인을 찾는 계획을 세웠고, 메이가 이 계획에 참여하여 위험 지역을 보호하는 데 앞장섰다. 오버워치의 남극 감시 기지에 배치된 메이는 극지 폭풍으로 시설이 파괴되면서 다른 과학자들과 함께 고립되었다. 구조를 기다리기에 충분한 자원이 부족하자 메이와 다른 사람들은 동면에 들어갔다. 9년 후 메이는 유일한 생존자로 발견되었지만, 오버워치는 이미 오래전 해산한 상태였고, 기후 문제에 대해 밝혀낸 것들은 모두 사라져있었다. 메이는 혼자서 연구를 계속하기로 결심하고 다시 기후 변화의 원인을 추적하게 되었다.
메이의 한국어판 목소리는 전숙경, 영어판 목소리는 장위가 맡았다.

### 바스티온
바스티온(영어: Bastion)은 전투 자동화 로봇으로, 지금은 탐험가가 되었다. 전투형 옴닉으로 E54라는 모델명이 기입되어 있어 옴닉사태때 옴닉부대에 소속되어 있던 마지막 바스티온이다. 기관단총으로 무장한 이동성 수색 설정과 개틀링 건으로 무장한 경계 고정 포탑으로 전환할 수 있으며, 자가 수리가 가능하다. 궁극기는 전차로 설정을 바꾸는 것으로, 제한된 시간동안 이동하며 원거리 포로 넓은 범위 안의 적들을 섬멸할 수 있다.
원래의 본명은 SST 연구소 공성 자동화 로봇 E54 '바스티온'으로 본래 인류의 평화를 위해 만들어진 로봇이다. 이들은 아이핸발데, 왕의 길 등 여러 곳에서 인간과 충돌하고 옴닉사태가 종결되자 이들은 모두 전멸했다. 그러나 단 하나의 바스티온은 아이헨발데의 숲에 10년이 넘도록 방치되어 있었다. 이제 더 이상 가동의 기미도 보이지 않고 완전히 자연속으로 들어가는 듯 했다. 그러나 그 바스티온은 가니메데스라는 새가 재가동 버튼을 눌러 갑자기 재가동 되었다. 전투형 프로그램 대신 자연에 호기심을 갖게 되었으며 그는 자연의 호기심과 자신의 존재 이유를 찾기 위해 탐험을 시작했다. 그는 새인 가니메데스와 같이 여정을 함께했다. 그러나 그는 옴닉 사태 당시의 위험 의심을 감지하면 바로 경계모드를 취해 근처에 막대한 화력을 퍼붓기도 한다. 이 때문에 바스티온은 인류를 경계하며 슈투트가르트를 향해 가다가 가니메데스가 가져다준 나뭇가지를 보고 마음을 돌렸다. 이후, 가니메데스와 함께 다시 발을 돌리며 인간이 집중된 도시 대신 황야나 오지를 선호하는 탐험가가 되었다.
성우는 모든 언어에서 크리스 멧젠이 맡았다.

### 애쉬
애쉬(영어: Ashe, 본명: 엘리자베스 칼레도니아 "재앙" 애쉬; 영어: Elizabeth Caledonia “Calamity” Ashe)는 39세의 미국의 캐릭터이다.
부유한 가문에서 태어난 애쉬는 온갖 특권 속에서 자랐다. 그녀의 부모는 전 세계 저명한 CEO들을 상대하는 명망 높은 사업 컨설턴트였다. 부모는 애쉬를 별로 신경쓰지 않은 채 옴닉 집사인 B.O.B.에게 대부분의 양육을 맡겼으나, 그녀의 성공을 위해서라면 지원을 아끼지 않았다. 하지만 우연히 동네 깡패였던 맥크리를 만나 즉흥적인 범죄를 연달아 저지르며 공범이 된 애쉬는 이게 자신의 천직임을 깨달았다. 목표의 허를 찌르고도 잡히지 않았을 때의 짜릿한 희열에 그녀는 홀린 듯 무법자의 길을 걷게 되었다. 옛날 시절에 맥크리와의 인연으로 있었지만, 배신당하고 자취를 감추고 있다가 한 거리에서 맥크리를 다시 만나게 된다.

### 위도우메이커
위도우메이커(영어: Widowmaker, 본명: 아멜리 기아르 라크루아; 프랑스어: Amélie Guillard Lacroix)는 33세의 프랑스 저격수이자 암살자이다. 다기능 저격총으로 무장하고 있는데, 중거리 안에 들어오면 돌격소총으로 사격이 가능하며, 원거리에서 저격총으로 멀리 있는 적을 죽일 수 있다. 좌shift키를 누르면 갈고리를 발사하여 높은 지점에 올라갈 수 있고, 쿨타임은 10초이다. E키를 누르면 맹독 지뢰를 설치할 수 있다. 중독된 적은 벽 뒤에 있어도 위도우메이커에게 실루엣이 보이게 된다. 궁극기는 "적외선 투시"로, 정찰 보안경을 활성화하여 자신과 자신의 팀원이 벽과 장애물 너머의 적을 볼 수 있다. 궁극기 대사는 "아무도 내게서 숨지 못해"이다.
아멜리는 테러 조직 탈론과의 전쟁을 지휘하는 오버워치 요원 제라르 라크루아의 아내이자 전 발레리나였다. 탈론의 암살자는 제라르 라크루아에게 접근할 수 없자, 아멜리를 납치하여 자신들의 비밀 요원으로 세뇌시켰다. 그녀는 무슨 일이 일어났는지 모르는 오버워치 요원에 의해 발견되어 집으로 돌아왔다. 2주 후, 아멜리는 자고 있던 자신의 남편을 죽였다. 탈론에 돌아온 후 그녀는 오랜 기간동안 잠입술 훈련을 받았고, 탈론이 지원한 적외선 투시 보안경도 장착시켰다. 생리학적 기질이 바뀌어 심장이 느리게 뛰고 피부색은 푸른빛으로 변하였다. 그녀는 자신의 상태에 따라 감정적 반응도 잃게 되었으며, 살육의 만족감 외에는 아무것도 느끼지 못하게 되었다.
위도우메이커는 시네마틱 트레일러에서 리퍼와 함께 오버워치 박물관에 소장된 둠피스트의 건틀릿을 훔치려는 모습으로 등장하나, 박물관에 방문한 소년이 이 건틀릿을 사용해 그녀를 저지한다. 그녀는 단편 애니메이션 "심장"의 주인공으로, 인간과 옴닉의 평화로운 관계를 지지하는 옴닉 수도사 테카르타 몬다타를 암살하는 임무를 수행한다.
위도우메이커는 게임의 오픈 베타 기간 중에 가장 인기있는 수비 캐릭터였다.장인으로는 안산저격수,파인 등등이 있다.
위도우메이커의 한국어판 목소리는 이지현, 영어판 목소리는 클로에 올링이 맡았다.

### 정크랫
정크랫(영어: Junkrat, 본명: 재미슨 포크스; 영어: Jamison Fawkes)은 25세의 오스트레일리아 고철 수집가, 용병, 무정부주의자이다.
오스트레일리아 옴니움의 핵융합로 습격 사건으로, 오스트레일리아 내륙 아웃백 지역은 방사능으로 오염된 황무지가 되었다. 이 폐허에서 살아가는 쓰레기들(영어: Junkers)은 옴니움의 폐허에서 부품과 고철을 수집하고 용병으로 살아가는 집단으로, 정크랫도 이 중의 한 명이었다. 방사능 피폭으로 인해 광기의 감각을 깨운 정크랫은 방화벽을 보이기 시작했다. 파괴된 옴니움의 심장부에서 정크랫은 값진 비밀을 알아냈고, 이 때문에 현상금 사냥꾼과 경쟁 범죄 조직의 표적이 되었다. 그는 신변의 위협이 느껴지자 쓰레기 중에서 로드호그를 자신의 경호원으로 고용했고, 로드호그는 약탈한 것을 반으로 나누자는 조건으로 이를 수락하였다.
정크랫의 한국어판 목소리는 진정일, 영어판 목소리는 크리스 파슨이 맡았다.

### 토르비욘
토르비욘 린드홀름(스웨덴어: Torbjörn Lindholm)은 57세의 스웨덴 출신 무기 제작자이다. 브리기테와 부녀사이이다.포탑을 설치하여 그 근방에 있는 적들을 공격할 수 있다. 대장간 망치로 근거리의 적을 공격할 수 있으며, 대못 발사기로 원거리의 적을 공격할 수 있다. 리메이크 이후 방어구 팩과 고철 수집은 삭제되고 포탑은 2단계로 고정되었다. 궁극기는 용암을 토하는 기술로 용암 안에 있으면 피해를 입는다. 궁극기 대사는 '초고열 용광로'이다.
토르비욘의 한국어판 목소리는 이재범이 맡았다.

### 한조
시마다 한조(일본어: 島田 半蔵)는 38세의 일본의 암살자로 활로 공격하는 영웅이다.
한조는 시마다 가문의 장남이다. 모든 방면에서 뛰어났고, 특히 검술에서 제일 좋은 성적을 보였다. 하지만 아버지가 돌아가시고 한조는 겐지에게 좀 더 중요한 자리를 맡을 것을 권하였나 그걸 거부하는 동생 겐지를 못마땅하게 생각하던 가문의 장로들의 의해 동생과 싸우게 되었고 결국 동생을 죽인다. 이후 죄책감에 검을 사용하지 않게 되고 활을 사용하게 된다. 하지만 자신이 죽였다고 생각했던 겐지는 메르시 (오버워치)에 의해 기계화되어 돌아온다.
한조의 한국어판 목소리는 한신이 맡았다.

### 에코
에코(영어: Echo)는 미나 랴오 박사가 개발한 인공지능 옴닉 로봇이다. 오버워치 2 출시 전 32번째의 영웅이자 마지막 영웅이다.
미나 랴오 박사는 새로운 인공지능 옴닉이 인류에게 희망을 불어넣을 것을 희망하며 에코를 개발하였다. 하지만 그녀는 스위스 제네바에서 오버워치 본부 습격 폭발 사건으로 인해 사망하고, 그녀의 경호원이였던 콜 캐서디에게 에코 재가동 칩을 주었다. 콜 캐서디는 에코가 수송되고 있었던 66번 국도에 있는 열차가 애쉬에게 폭발이 될 때, 애쉬에게 에코를 내놓을 것을 요청한다. 애쉬와의 싸움이 끝난후 캐서디는 에코를 무사히 재가동시키고, 오버워치로 복귀하라고 에코에게 알려준다.
에코의 한국어판 목소리는 안소연이 맡았다.

## 돌격 (Tank)

### D.Va
D.Va(디바, 본명: 송하나)는 대한민국 부산에서 활동한 19세의 로봇 조종사이다. D.Va는 송하나가 타는 로봇의 이름이며, 메카부대소속이다.
D.Va의 목소리는 한국어판은 김현지, 영어판은 샬렛 정이 담당하였다.

#### 배경 이야기
20년 전, 동중국해 깊은 곳에서 튀어 나온 거대한 옴닉 괴물이 대한민국을 공격했다. 대한민국은 그 거인 같은 기계를 가까스로 파도 속으로 돌려 보냈지만, 그 과정에서 해안 도시들이 엄청난 피해를 입었다. 이에 대한민국 정부는 옴닉의 위협에서 도시를 보호하고자 'MEKA'라 불리는 중장갑 무인 조종 로봇 부대를 창설했다.
정부의 우려는 기우가 아니었다. 심상치 않은 패턴의 공격이 계속 이어졌다. 몇 년마다 바다 속에서 괴물이 등장하여 한반도와 그 주변국을 공격했다. 옴닉들은 전투를 통해 성장했고, 종종 다른 형태를 취하거나 새로운 무기 또는 능력을 보유하고 나타났다. 매번 전투는 교착 상태에 빠졌고, 대한민국은 괴물을 물리치되 파괴하지는 못했다.
옴닉은 계속 진화하여 MEKA의 무인 조종 네트워크를 교란하기 시작했고, 대한민국 국군은 로봇에 조종사를 탑승시킬 수밖에 없게 되었다. 황급히 조종사를 찾던 정부는 자국의 프로게이머들에게 눈을 돌렸다. 뛰어난 반사 신경과 직감을 지닌 프로게이머들이 로봇에 탑재된 최첨단 무기 시스템을 다루기에 적합한 인물이라 판단한 것이다. 곧 최고의 선수들이 국군에 선발되었고, 그 중에는 세계 챔피언 D.Va도 있었다. 탁월한 실력을 자랑하는 D.Va는 엄청난 집념으로 승리를 쟁취하며, 상대에게 자비를 보이지 않기로 유명한 선수였다.
D.Va는 자신이 맡은 임무 또한 일종의 게임처럼 여기며, 조국을 지키기 위해 언제든 출동하여 다른 대원들과 함께 대담하게 전장에 돌진한다. 최근 그녀는 사랑하는 팬들을 위해 자신의 전투를 스트리밍하기 시작했고, 추종자가 점점 늘어 감에 따라 세계적인 인기를 얻게 되었다.

### 라인하르트
라인하르트 빌헬름(독일어: Reinhardt Wilhelm)은 61세의 독일 출신 모험가이다.
라인하르트의 한국어판 목소리는 권혁수가 맡았다.

#### 배경 이야기
라인하르트 빌헬름은 옛 용사를 본받아 용맹, 정의, 용기라는 기사도의 미덕을 따른다.
30여 년 전, 세계적인 로봇 반란의 위협에 대처하기 위해 오버워치가 설립되었다. 숱한 훈장을 자랑하는 독일 군인 라인하르트는 옴닉 사태를 종식시키기 위한 6명으로 구성된 원년 오버워치 기동대의 일원이었다. 사태 종식 후, 오버워치는 전 세계적 기관으로 성장하여 전쟁의 상흔을 입은 세계의 평화를 지켰다. 라인하르트는 이 조직에서 가장 강직한 용사임을 증명한 바 있다.
라인하르트는 특유의 도덕성과 기개로 동료는 물론 상관의 경의까지 얻었다. 늘 주저 없이 자신의 뜻을 밝히는 그는 오버워치를 강력히 옹호하는 한편 필요하다면 엄격히 비판하기도 하면서 오버워치가 선을 추구하는 세력임을 끊임없이 주지시켰다.
50대 후반까지 오버워치에 복무한 라인하르트는 실전 임무에서 물러날 수밖에 없었다. 현역에서 은퇴한 라인하르트는 목적과 영광을 따르던 나날이 끝이 났다고 생각하여 낙담하였다. 시대가 암울해지면서 오버워치는 부패에 빠져 대중을 선동한다는 의혹을 받기에 이르렀지만, 라인하르트는 자신이 평생을 바쳐 지킨 대의가 불명예에 물드는 것을 그저 지켜볼 수밖에 없었다.
오버워치는 끝내 해체되었으나, 라인하르트는 세계가 무질서 상태에 빠지는 것을 가만히 보고 있을 수 없었다. 그는 다시 성전사의 갑옷을 걸치고 유럽을 누비며 그 옛날의 기사도와 같이 정의를 위해 싸우기를 맹세하고, 무고한 이들을 보호하고 더 밝은 미래에 대한 꿈을 심어 주고 있다.

### 레킹볼
레킹볼(영어: WRECKING BALL, 본명: 해먼드; 영어: Hammond)은 14세의 햄스터 캐릭터이다.
레킹볼의 한국어판 목소리는 한복현, 영어판 목소리는 조나단 리포우(레킹볼), 디 브래들리 베이커(해먼드)가 맡았다.
2018년 6월 29일에 공개, 2018년 7월 25일에 본서버에 출시되었다.

#### 배경 이야기
호라이즌 달 기지에서 자행되었던 수많은 실험 중에는 동물들의 적응력을 측정하는 실험도 있었다. 이를 위해 실험체들에게는 달에서의 생존 기간을 늘리는 유전자 조작이 이루어졌는데, 이들 중 여럿은 실험의 부작용으로 덩치가 커지고 두뇌 활동이 눈에 띄게 증가하였다. 실험체의 대부분은 고릴라 등 영장류 동물들이었고, 거기엔 해먼드라는 이름의 햄스터도 있었다.
다른 동물들처럼 지능이 점점 높아진 해먼드는 점차 자신을 둘러싼 세상에 호기심이 생겼다. 때로는 과학자들을 당혹스럽게 하거나 즐겁게 하는 것과 더불어, 해먼드는 종종 우리를 탈출하여 달 기지 이곳저곳에 숨어버리곤 했다. 과학자들은 항상 해먼드를 찾아 우리로 돌려보내곤 했지만, 그 은밀한 탈출극의 목적에 대해선 전혀 알지 못했다. 과학자들이 알아채지 못한 점은 해먼드가 곧 유용하게 쓰일 기계공으로서의 실력을 스스로 갈고 닦고 있었다는 점이었다.
이후 달 기지는 인간 과학자들의 실험에 반기를 든 일부 고릴라들의 반란으로 혼란에 휩싸였다.이중에는 반란에 동참하지 않았던 동물도 있었는데, 그들 중 하나였던 윈스턴은 지구로 도망칠 계획을 세우고 있었다. 해먼드는 기회가 왔음을 직감했다. 그래서 탈출 포드를 만들고 윈스턴에게 줄 땅콩버터를 챙긴 뒤 윈스턴의 우주선이 이륙하기 직전에 몰래 갈고리를 걸어 함께 달을 탈출하기에 이른다. 하지만 지구의 대기권에 진입하면서 해먼드는 윈스턴과 분리되어 다른 장소에 착륙했고, 해먼드가 착륙한 곳은 호주 내륙의 황무지, 쓰레기촌이었다.
해먼드는 쓰레기촌의 대형 로봇 투기장인 고철장에 출전하기 위해 자신의 탈출 포드를 개조했다. 고철장에 혜성처럼 나타난 도전자, “레킹볼”은 상대를 하나하나 쓰러뜨렸고, 이윽고 고철장의 챔피언이 되었지만, 로봇 파일럿의 정체는 끝끝내 밝혀지지 않았다. 해먼드는 이때 긁어 모은 상금으로 쓰레기들이 지배하는 내륙의 위험한 오지에서 생존하기 위해 자신의 로봇을 충분히 업그레이드했다.
이제 자유의 몸이 되어 마음대로 여행을 떠날 수 있게 된 해먼드는 세계를 여행하며 새로운 모험 거리를 찾고 있다.

### 로드호그
로드호그(영어: Roadhog, 본명: 마코 러틀리지; 영어: Mako Rutledge)는 48세의 오스트레일리아 집행자이자 정크랫의 경호원이다.
로드호그의 한국어판 목소리는 김대중, 영어판 목소리는 조쉬 페테르스도프가 맡았다.

#### 배경 이야기
로드호그는 무자비한 살인마이며, 그 잔혹함과 파괴적인 성향으로 악명이 자자하다.
마코 러틀리지는 옴니움이 건설된 호주 내륙에 무단으로 거주하던 이들 중 하나였다. 그런데 옴닉 사태가 발발하자, 호주 정부는 논란의 소지가 다분한 결정을 내렸다. 조국을 거의 파괴하다시피 한 옴닉들에게 그 땅을 내주고 장기간의 평화 협정을 맺으려 한 것이다. 이 협정으로 마코를 비롯해 호주 내륙에 점점이 흩어져 살고 있던 생존주의자, 태양광 발전 종사자들, 그리고 그저 조용히 홀로 살고 싶었던 수많은 거주민은 영영 내륙 밖으로 추방되었다.
집을 잃고 격분한 마코와 거주민들은 거센 폭동을 일으켰다. 이들은 호주 해방 전선을 형성하고 옴니움과 로봇을 공격하여 빼앗긴 땅을 되찾으려 했다. 폭동은 그 기세를 더해 갔고, 결국 해방 전선은 옴니움의 핵 융합로를 파괴하기에 이른다. 이 폭발은 옴니움을 파괴했고, 주변 지역을 방사능에 오염시켰으며, 내륙 지역을 뒤틀린 고철과 잔해로 뒤덮었다.
마코는 고향이 황무지로 변하는 대참사를 두 눈으로 목격하고는 영영 다른 사람이 되었다.
마코는 가면을 뒤집어쓴 채 고물 바이크를 타고 호주 내륙의 부서진 도로 위를 달리고 또 달리며 환경에 적응해 갔다. 그 과정에서 그의 인간성은 조금씩 사라지고 있었다. 그리고 마침내 마코의 마지막 흔적이 사라지던 날, 잔혹한 살인마 로드호그가 태어났다.

### 오리사
오리사(영어: Orisa)는 눔바니 수호 옴닉이자 오버워치의 옴닉 캐릭터이다. 융합기관포로 무장하였으며 적의 공격을 방어하는 방벽을 설치할 수 있다. 2017년 3월 24일에 출시된 24번째 캐릭터이다.
옴닉사태 이후 눔바니에서는 옴닉사태 당시 방어로봇인 OR14 옴닉을 개량한 OR15 옴닉으로 눔바니를 지킬 예정이었다. 그러나 둠피스트의 공격으로 OR14로봇은 둠피스트의 공격을 막지 못하고 무력화되었다. 정부는 이를 개량하는 사업인 OR15 프로젝트를 실패작으로 판단하고 남은 재고인 OR15 옴닉을 판매하고 있었다. 그러나 둠피스트의 공격을 받은 로봇이기에 그리 큰 판매량을 기록하진 못했다. 그러나 구매자들 중에는 11살의 천재 과학자 에피도 포함되어 있었다. 에피는 그 로봇을 눔바니를 수호하기 위한 로봇을 만들기 위해 기존 프로그램을 뜯어내고 눔바니를 수호할 여러 가지 프로그램을 집어넣었으며, 눔바니 시민들을 돕기 위한 여러 가지 부분도 개조하였다. 에피는 그 로봇을 오리사라고 호칭한다. 오리사는 하체의 관념을 깨버린 사족영웅이다.
오리사의 한국어판 목소리는 강시현이 맡았다.

### 윈스턴
윈스턴(영어: Winston)은 29세의 유전자 강화 고릴라다. 근거리 적을 자동으로 따라가는 테슬라 캐논으로 무장하였다. 트레이서의 동료이며, 트레이서의 시간 가속기와 총을 만들어준 장본인이다. 오버워치 단편 애니메이션 "소집"의 주인공이며, 탈론이 자신의 연구소를 침입해 오버워치의 요원 목록을 탈취해 내려고 하는 것을 막았다.
호라이즌 달 기지에서 실험중이던 헤롤드 윈스턴 박사는 한 고릴라가 엄청난 두뇌발달을 보인다는 사실을 알아냈다. 헤롤드 윈스턴 박사는 그에게 과학을 가르쳤고 푸른 지구의 모습도 보여주었다. 그곳의 무한한 가능성을 꿈꾸며 행복한 나날을 보냈다. 하지만 다른 고릴라들은 폭동으로 헤롤드를 포함한 다른 과학자들을 죽이고 기지를 점령하면서 그는 혼란에 빠졌다. 그는 늘 함께해왔던 박사의 이름인 "해롤드 윈스턴"을 이어받기로 하고 로켓을 급조해 지구로 탈출했다. 그곳에서 오버워치를 만나 과학자로 활동하게 된다. 그는 트레이서에게 시간가속기, 펄스 권총까지 만들어 주며 오버워치의 삶을 살았다. 오버워치가 해체된 후에도 그는 감시기지 : 지브롤터를 자신의 집으로 활용하며 은둔 생활에 들어가게 되었다.
윈스턴의 한국어판 목소리는 임채헌이 맡았다.

### 자리야
자리야(영어: Zarya, 본명: 알렉산드라 자리야노바; 러시아어: Александра Зарянова)는 28세의 러시아 군인이다. 방벽 고정용 입자포로 성인 남성도 들수 없는 무기로 무장하였으며, 개인용 방벽으로 스스로를 보호하거나 다른 아군에게 방벽을 씌울 수 있다. 궁극기는 "중력자탄"으로, 중력 폭탄으로 적을 끌어들여 범위 안에 들어온 적에게 피해를 준다. 신장은 195cm로 오버워치의 여성영웅중 키가 제일 크다.
자리야는 옴닉 사태 당시 최전선에 위치한 시베리아의 마을 출신으로, 그 지역은 옴닉의 공격으로 인해 초토화되었다. 그녀는 자라면서 사람들과 조국을 지킬 수 있는 힘을 키울 것이라 다짐하였다. 자리야는 보디빌더와 역도 선수가 되었고, 세계 선수권 대회에서 세계 기록을 깰 것이라는 기대를 받았지만, 대회 전날에 오랫동안 휴면 중이던 시베리아의 옴니움이 깨어났고, 그녀는 지역 방위군에 합류하고자 대회에 기권하였다. 자리야는 게임스컴 2016을 통해 히어로즈 오브 더 스톰에서 플레이할 수 있는 두 번째 영웅으로 발표되었다.
자리야의 한국어판 목소리는 양유진, 영어판 목소리는 돌야 가반스키가 맡았다.

### 시그마
시그마(영어: SIGMA, 본명: 시브런 드 카위퍼; 네덜란드어: Zïgmund de Kuiper)는 돌격 영웅이며, 네덜란드 출신이다.
2019년 7월 23일에 공개되어, 2019년 8월 14일에 본서버에 출시되었다.
시그마는 본래 천체물리학자였지만 자신의 실험의 실험대상이 된 후 중력을 통제할 수 있는 능력이 생겼고 실험실을 탈출한 이후부터는 탈론에서 활동하고 있다.

시그마의 한국어판 목소리는 정승욱, 영어판 목소리는 보리스 히스턴드가 맡았다.

## 지원 (Support)

### 루시우
루시우 코헤이아 도스 산토스(브라질 포르투갈어: Lúcio Correia dos Santos)는 브라질 출신의 지원 영웅으로, 음악을 사용하여 아군을 지원한다. 초록색 파장은 아군의 이동 속도를 2배로 증가시키고, 노란색 파장은 아군을 치유한다.
루시우의 한국어판 목소리는 이호산이 맡았다.

#### 배경 이야기
루시우는 음악과 행동으로 사회 변화를 주도하는 세계적인 유명인사이다.
루시우 코헤이아 도스 산토스는 옴닉 사태 직후 재정 문제에 시달리던 리우데자네이루의 번잡한 빈민가에서 자랐다. 브라질이 기나긴 재건 과정에 들어서자, 루시우는 주변 이웃들의 기운을 북돋아주고 싶었다. 루시우는 그 답을 음악에서 찾았다. 음악은 사람들을 하나로 모으고, 잠시나마 자신에게 닥친 문제를 잊게 해주는 힘이 있었다. 루시우는 길 모퉁이, 동네 파티에서 공연했고, 성장한 후에는 언더그라운드에서 전설로 남은 공연들을 여러 번 펼쳤다.
하지만 루시우의 끈끈했던 공동체는 세계적 기업인 비슈카르 코퍼레이션이 도시 대부분의 재개발 계약권을 확보한 후 혼란에 빠졌다. 루시우와 이웃들은 재개발로 삶이 향상될 거라는 약속을 받았으나 이는 곧 거짓으로 밝혀졌다. 비슈카르 사는 보다 질서정연한 사회를 구성한다는 명목 아래 주민들의 목을 옥죄기 시작했다. 비슈카르 사는 통행 금지 시간을 만들었고, 회사가 불법으로 간주하는 행위는 모조리 탄압했으며, 주민에게 형편없는 임금을 주고 노동력을 착취했다.
이 상황을 참을 수 없었던 루시우는 사람들을 제압할 때 쓰이던 비슈카르 사의 음파 장비를 훔쳐서 개조하고 시위운동을 주도하는 도구로 활용했다. 시위는 열기를 더했고, 결국 이들은 도시에서 비슈카르 사를 몰아내는 데 성공했다. 이때 루시우가 보여준 통솔력은 루시우를 하루아침에 유명인으로 만들었고, 그는 긍정적인 사회 운동의 상징으로 추앙 받았다. 루시우가 제작한 음악 또한 인기가 치솟아, 한때 고향에서 공연하던 그는 이제 전 세계의 공연장을 인파로 가득 채운다.
이제 유명해진 루시우는 자신에게 변화를 이끌고 더 좋은 세상을 만들 힘이 있다고 믿는다.

### 메르시
메르시(영어: Mercy; 본명: 앙겔라 치글러; 독일어: Angela Ziegler)는 스위스 출신 의사이다. 오픈 베타 기간 중 가장 인기있는 지원 캐릭터였다.
메르시의 한국어판 목소리는 이현진이 맡았다.

#### 배경 이야기
수호천사와도 같이 사람을 보살피는 앙겔라 치글러 박사는 발군의 치유사이자 뛰어난 과학자, 열성적인 평화주의자이다.
치글러는 명망 있는 스위스의 병원에서 외과 과장으로 승진한 후, 나노생물학 분야에서 획기적인 발견을 해내 치명적인 질병 및 부상의 치료에 크게 공헌하였다. 이러한 전문성이 오버워치의 관심을 끌었다.
전쟁 중에 부모를 잃은 치글러는 군사력으로 세계 평화를 유지한다는 오버워치의 방침에 반발하였다. 그러나 결국, 오버워치가 크게 보면 더욱 많은 생명을 구할 기회를 준다는 사실을 깨닫게 되었다. 오버워치의 의학 연구 책임자로서, 앙겔라는 최전선 위기 상황에서의 치료 기술을 향상시키는 연구에 박차를 가했다. 그 결과 탄생한 것이 발키리 신속 대응 슈트로, 치글러 스스로 이것을 숱한 오버워치 임무에서 시험한 바 있다.
치글러는 오버워치에서 중책을 맡고 있음에도 상관들과, 그리고 조직의 큰 목표와 충돌하곤 했다. 오버워치가 해체된 후로는 전쟁에서 상처를 받은 자들을 돕는 데 전념하고 있다.
치글러 박사는 대개 전 세계의 위기 지역에서 망가지고 소외된 이들을 돌보며 시간을 보내지만, 무고한 이들이 위험에 처하면 발키리 슈트를 입고 활약하기를 망설이지 않는다.

### 모이라
모이라 오디오런(아일랜드어: Moira O’Deorain)는 활동 근거지가 아일랜드 더블린, 이라크 오아시스이며 탈론과 제휴한 아일랜드 유전 학자이다.
모이라는 2017년 11월 3일 블리즈컨 2017에서 발표되었다. 출시일은 한국 시간 기준으로는 2017년 11월 7일 테스트 서버에, 2017년 11월 17일 본 서버에 출시되었다.
모이라의 한국어판 목소리는 이미나가 맡았다.

#### 배경 이야기
탁월하지만 논란의 중심에 있는 탈론 과학자, 모이라 오디오런은 유전 공학의 최첨단을 달리는 과학자이며, 생명체의 기본적인 구성 요소를 고쳐 쓸 방법을 찾고 있다.
10년도 더 전에 오디오런은 DNA를 세포 수준에서 조작할 수 있는 맞춤 유전공학 프로그램을 만드는 방법을 상세히 설명한 논문을 발표하여 파란을 일으켰다. 질병과 장애를 극복하고 인류의 잠재력을 최대한 실현하는 데 한 발자국 다가가는 성과인 듯했다. 그러나 여기에는 논란의 불씨가 있었다.
곧 학계에서 반대 의견이 일기 시작했다. 윤리적인 허점이 있다는 이유로 모이라의 연구가 위험하다고 생각하는 학자들이 많았다. 오디오런은 나아가, 일각에서 옴닉 사태의 원인이라 여기는 과학의 진보에 대해 무절제한 욕망을 품고 있다는 비난을 받기도 했다. 게다가 다른 유전학자들이 모이라의 연구 결과를 재현하는 데 실패했고, 그 결과 그 내용에 대한 의혹이 커졌다. 모이라는 논문을 계기로 학자로서 탄탄대로를 달리기는커녕 오히려 평판을 잃고 말았다.
그때 전혀 뜻밖의 기관에서 모이라에게 제의를 했고, 이것이 숨구멍을 터 주었다. 바로 오버워치의 비밀 조직 블랙워치였다. 모이라는 어둠 속에서 연구를 계속하며 블랙워치를 위해 신무기와 신기술을 개발했다. 모이라의 영입 사실은 극비에 부쳐졌으나, 베네치아 사건에 뒤따른 조사 중에 끝내 밝혀지게 되었다. 고위 오버워치 간부들은 모이라와 조직의 관계를 극구 부인했다.
오버워치가 해체되자 오디오런은 별수 없이 색다른 자금원에 의존해야 했다. 그리고 이번에는 오아시스 시를 설립한 과학 공동체에서 영입 제의를 받았다. 그러나 수상쩍은 조직 탈론이 이미 오래전부터 모이라에게 뒷돈을 대고 있다는 소문이 있다. 모이라의 실험에 자금을 지원하는 대신 실험 결과를 그들만의 목적으로 활용한다는 조건으로.
오디오런은 획기적인 과학 발견을 해내기 위해서라면 무슨 수든 쓸 사람이지만, 그녀의 연구에 대해 아는 사람은 아직 극히 일부에 지나지 않는다. 하지만 모이라가 온갖 제약에서 완전히 자유로워진 지금은, 상황이 바뀌는 것도 시간문제이리라.

### 바티스트
바티스트(프랑스어: Baptiste)는 아이티 출신의 영웅이다. 바티스트의 한국어판 목소리는 최승훈이 맡았다.

#### 배경 이야기
최정예 전투 의무병이자 전 탈론 요원이었던 바티스트는 이제 자신의 능력으로 전쟁의 피해를 입은 자들을 돕기로 결심했다.
장바티스트 오귀스탱은 옴닉 사태로 생겨난 3천만 전쟁고아 중 하나였다. 그 어떠한 기회도, 지원도 받을 수 없던 그는 군에 입대했고, 옴닉 사태에 대응하여 카리브 제도 국가들로 구성된 다국적 부대, 카리브 연합은 그의 새로운 고향이 되었다. 사람들을 돕고 싶다는 내면의 소리를 따라 바티스트는 전투 의무병의 길을 택했고, 카리브 연합 특수 부대의 최정예 부대에서 복무했다.
제대한 후, 바티스트는 자신의 독특한 능력을 필요로 하는 곳을 찾으려 애썼다. 그리고 자신에게 열려 있던 몇 안 되는 기회 중 하나를 택했는데 바로 전쟁 직후의 혼란 속에서 돈을 긁어 모으는 데 혈안이 되어 있던 단체, 탈론 용병단이었다.
바티스트는 생전 처음으로 풍족한 삶을 맛보았다. 탈론의 임무는 간단했고 보수도 훌륭했기에 바티스트는 고향에 병원을 세우는 걸 목표로 자신의 수익 일부를 빼두기도 했다. 하지만 부대의 지령은 서서히 잔혹해졌으며, 암살 작전이나 민간인의 희생이 따르는 작전으로 번지기 시작했다. 부대의 방향성을 받아들일 수 없던 바티스트는, 자신의 어린 시절을 파괴했던 폭력의 순환 고리를 자기 손으로 이어가고 있다는 걸 깨달았다. 그는 지금껏 해왔던 일들에 염증을 느끼고 새로운 길을 추구하고자 결심하고 탈론을 떠났다.
하지만 탈론은 너무 많은 걸 알고 있던 바티스트를 놔주지 않았고, 공작원을 보내 입을 막으려 했다. 그를 암살하기 위해 여러 요원이 꼬리를 물고 파견되었다. 이중엔 바티스트의 옛 전우들도 있었다. 바티스트는 몸을 숨기기 위해 전 세계를 끝없이 여행하며 인도주의적 활동을 해왔다. 그리고 그를 찾아낸 몇 안 되는 탈론 요원은 영영 실종되었다.
이제 바티스트는 더 나은 세상을 만들기 위해 힘쓰며, 피할 수 없으면 싸움도 불사한다. 과거는 돌이킬 수 없음을 깨달은 그에게 지금 가장 중요한 것은 세상을 바꾸는 일이다.

### 브리기테
브리기테 린드홀름(스웨덴어: Brigitte Lindholm)은 스웨덴 예테보리 출신 지원가이다.
브리기테는 2018년 3월 1일 PTR서버에 출시되었고 3월 21일 본서버에 출시되었다.
브리기테의 한국어판 목소리는 문유정이 맡았다.

#### 배경 이야기
더는 옆에서 보고만 있지 않겠다고 결심한 브리기테 린드홀름은 도움이 필요한 이들을 지키겠다며 무기를 들었다.
토르비욘 린드홀름의 막내딸인 브리기테는 토르비욘의 자녀 중 가장 먼저 기계공학에 관심을 보인 아이였다. 브리기테는 아버지의 작업장에서 많은 시간을 보내며 기술을 배우고 실력을 키웠다. 브리기테의 기술자로서의 재능은 아버지를 꼭 빼닮았는데, 아버지인 토르비욘이 전 세계에서 사용되는 무기 시스템을 설계한 것으로 명성과 악명을 떨쳤던 것과는 다르게 브리기테가 가장 관심을 보인 기술은 방어구 제작과 방어 시스템 구축이었다.
모두 브리기테가 수습 생활을 이어가며 아버지의 발자취를 따를 것으로 기대했다. 하지만 브리기테의 계획은 그녀의 인생에 가장 큰 영향을 미친 핵심 인물, 바로 토르비욘의 가까운 벗이자 오버워치의 동료 요원이었던 라인하르트 빌헬름에 의해 바뀌게 되었다. 토르비욘의 가족과도 가까운 친구이자 브리기테의 대부이기도 한 라인하르트는 브리기테에게 온갖 영웅담을 들려주고 기사도 정신을 심어주었다. 그리고 오버워치의 몰락 이후 은퇴한 라인하르트가 정의를 추구하는 방랑 기사가 되는 길을 택했을 때, 브리기테는 그의 종자가 되겠다며 라인하르트를 놀라게 했고, 라인하르트는 이를 받아들였다.
종자가 된 브리기테는 많은 일을 책임지고 있었으나, 그중에서도 아버지가 설계했기에 익숙했던 라인하르트의 크루세이더 갑주 유지보수 업무가 가장 중요했다. 하지만 시간이 가면 갈수록, 브리기테는 자신의 주된 업무가 다년간의 전투로 몸이 무너지기 시작했음에도 싸우려는 의욕이 넘치는 라인하르트를 돌보는 일이 되고 있음을 깨달았다.
결국 브리기테는 라인하르트를 돕는 최선의 방법은 기술자로서 라인하르트를 보좌하는 게 아니라 직접 전투에 나서는 길이라는 것을 깨달았다. 브리기테는 틈틈이 라인하르트에게 싸우는 법을 배우며 비밀리에 자신만의 갑주를 만들기 시작했다.
이제 브리기테는 라인하르트를 곁에서 지키기 위해, 그리고 기사와 종자의 도움이 필요한 이들을 돕고 세상을 더 좋은 곳으로 만들기 위해 싸운다.

### 아나
아나 아마리(아랍어: آنا عماري, 영어: Ana Amari)는 이집트 출신 현상금 사냥꾼이다. 오버워치의 창립 멤버이다.
아나는 오버워치 출시 이후 처음으로 추가된 영웅이었다. 2016년 7월 12일부터 공개 테스트 지역을 통해 알려지고 플레이할 수 있었으며, 2016년 7월 19일 정식 출시되어 모든 PC 플레이어가 플레이할 수 있게 되었다.
아나의 한국어판 목소리는 이선주였으나 과거 임하진의 성희롱 옹호 문제로 인해 사과문을 올린 뒤 자진 하차하고, 2016년 9월 2일 업데이트 이후 이영리로 바뀌었다.

#### 배경 이야기
아나는 오버워치 창립 멤버 중 하나로서, 탁월한 전투 능력과 노련함으로 고향과 자신에게 가장 소중한 이들을 지킨다.
옴닉 사태가 이집트에 엄청난 타격을 주게 되자, 자원과 병력이 부족했던 이집트 국방부는 최정예 저격수들의 활약에 의지할 수밖에 없었다. 이 중엔 이미 세계 최고의 저격수로 이름을 떨치던 아나 아마리도 있었다. 사격술, 판단력, 천재성을 인정받은 그녀는 자연스럽게 오버워치 기동 타격대에 합류하게 되었고, 결국 전쟁을 종결지었다.
임무를 성공적으로 수행한 아나는 강습 사령관 모리슨의 부사령관 역할을 수행하며 수년을 복무했다. 조직을 이끄는 책임을 지고 있었음에도 아나는 실전에 직접 나서길 원했으며, 50대까지도 직접 작전을 수행했다. 하지만 인질 구출 임무 중 "위도우메이커"로 알려진 탈론 요원에게 살해당한 것으로 알려졌다.
사실 아나는 치명상을 입고 오른쪽 눈을 잃었으나 죽은 것은 아니었다. 아나는 회복 기간 동안 전투가 전부였던 삶의 무게에 괴로워했고, 점차 확산되는 세상의 분쟁에 관여하지 않기로 결정했다. 하지만 시간이 지나자, 아나는 고향과 주위의 무고한 이들이 위협받는 걸 방관할 순 없다는 것을 깨달았다.
이렇게 아나는 다시 전투에 합류했다. 조국을 악의 무리로부터 수호하고, 그 무엇보다 소중한 그녀의 가족과 동료들을 지키기 위해.

### 젠야타
젠야타(영어: Zenyatta, 본명: 테카르타 젠야타; 영어: Tekhartha Zenyatta)는 옴닉 수도사로 구슬을 날리며 싸운다.
젠야타의 한국어판 목소리는 안효민이 맡았다.

#### 배경 이야기
젠야타는 정신적 깨달음을 위해 온 세계를 방랑하는 옴닉의 수도사다. 그와 만나는 사람은 모두 전혀 다른 존재로 다시 태어난다는 말이 있다.
수년 전, 옴닉 사태 직후 한 무리의 추방된 옴닉 로봇들이 소위 정신적 각성이라 부르는 실험을 수행했다. 이들은 사전에 프로그램된 삶을 버리고 히말라야 산 깊은 곳에 수도원을 건설하여 공동 생활을 시작했다. 존재의 본질에 대해 오랫동안 명상한 후, 이들은 스스로가 인공지능 이상의 존재이며, 자신들도 인간과 마찬가지로 영혼의 정수를 지니고 있다는 믿음을 갖게 되었다.
인간과 영적으로 동일한 존재라는 믿음을 갖게 된 후, 테카르타 몬다타라는 이름의 신비한 로봇이 이끄는 수도사들은 한 세기 전의 옴닉 사태가 남긴 상처를 치유하고 인간과 로봇이 조화를 이루는 사회를 만들기 위한 활동을 시작했다. 수백만 명의 사람들이 이들의 메시지를 받아들였고, 이들은 전 세계에 걸쳐 유명 인사가 되었다.
하지만 젠야타는 이와 같은 방향에 동조하지 않았다. 그는 인간과 옴닉 사이의 갈등을 해소할 길은 교조적인 가르침에 있는 것이 아니라, 개체와 개체 사이의 교감과 어울림에 있다고 믿었다.
결국 젠야타는 자신만의 길을 떠났다. 그는 수도원을 떠나 전 세계를 방랑하며, 만나는 사람들이 자신의 개인적인 문제를 해결하고 내면의 평화를 찾도록 돕고 있다. 하지만 누군가 도움이 필요할 때면, 젠야타는 그게 옴닉이건 인간이건 상관하지 않고 무고한 자를 지키기 위해 싸울 것이다.

### 키리코
키리코(일본어: 霧子, 본명: 야마가미 키리코; 일본어: 家守霧子)는 여우속성 치유사로 부적을 날리며 적들을 물리치고 아군을 치유한다.
키리코의 한국어판 목소리는 김하루가 맡았다.

## 비플레이
다음은 다른 오버워치 미디어에 나타나는 기타 캐릭터이다.

### 아테나
아테나(영어: Athena)는 윈스턴의 개인 인공지능이며, 그의 생명력을 감독하고 이전의 모든 오버워치 영웅들을 추적한다. 그녀와 윈스턴은 함께 게임의 이벤트를 시작하는 2차 옴닉사태 시작시 모든 영웅들에게 연락해 오버워치 요원들을 소집하였다. 그녀는 또한 게임 내 아나운서 역할을 한다. 단편 애니메이션 "소집"에서 리퍼가 아테나가 감독하고 있는 오버워치 요원 정보를 추출하려 했으나 원스턴의 저지로 실패하였고 아테나는 정상으로 돌아온다. 그리고 아테나가 새로운 영웅으로 추가될수도 있다고 말했다.

아테나의 한국어판 목소리는 전해리가 맡았다.

### 에밀리
에밀리(영어: Emily)는 트레이서의 여자친구이다. 그녀는 트레이서와 윈스턴이 휴가를 보낸 런던에 살고 있는 영국 여자이다. 그녀는 처음에는 희극 "반사"에 등장하는데, 여기서 트레이서는 크리스마스 선물을 판매한다. 그녀와 트레이서가 얼마나 오랫동안 데이트를 했는지는 알려지지 않았지만 윈스턴은 그녀의 가족을 고려하고 있다.
에밀리의 소개는 비평가들과 LGBTQ 커뮤니티가 트레이서를 게임의 첫번째 LGBTQ 캐릭터로 확인한 것에 찬사를 받았다. 에밀리는 성소수자이다.

### 할프레드 글리치봇
할프레드 글리치봇(영어: Hal-Fred Glitchbot)은 유명한 달의 영화 감독으로, 달빛 저편에서 온 사람들과 같은 작품으로 유명하다. 민병대로, 그는 암살 시도의 수령인을 포함하여 사회에서 많은 편견을 받는다. 할리우드 맵에서 공격 팀은 리무진을 자신의 트레일러로 에스코트 해야하며 수비는 막아야 한다. 그는 어떤 캐릭터가 플레이되고 있는지에 따라 플레이어들에게 모욕을 가하는 것으로 유명하다.
그의 이름은 유명한 실세계의 감독 앨프리드 히치콕(Alfred Hitchcock)과 1968년 영화 '2001: 스페이스 오디세이의 HAL 9000'의 오마주이다.
할프레드 글리치봇의 한국어판 목소리는 엄상현이 맡았다.

### 랴오
랴오(Liao, 본명 미나 랴오)는 싱가포르 출신의 과학자이다. 잭 모리슨, 가브리엘 레예스, 아나 아마리, 토르비욘 린드홀름 및 라인하르트 빌헬름과 함께 오버워치의 창립 멤버 중 한 명이다. 랴오 박사는 옴닉을 개발한 과학자 중 한 명이였다. 하지만 옴닉 사태가 일어나자 자책하고 있던 도중 잭 모리슨이 찾아와 그녀에게 오버워치에 합류할 것을 요구한다. 그녀는 오버워치에 합류한 후, 에코라는 인공지능 로봇을 만들지만, 스위스 제네바에서 일어난 폭발 사고로 사망한다. 그리고 그녀는 자신의 경호원이였던 캐서디에게 에코 재가동칩을 전해 준다.

### 몬다타
테카르타 몬다타(영어: Tekhartha Mondatta)는 샴발리의 옴닉 수도사이자 네팔 수도원 소속 승려들의 지도자이었다. 옴닉 위기 이후 몇 년 동안, 몬다타(Mondatta)와 여러 다른 옴닉들은 미리 프로그래밍 된 삶을 포기하고 네팔의 공동 수도원에 정착했다. 네팔에서는 자신들이 존재의 본성에 대해 묵상하고 그들이 "단지 인공적인 것 이상으로 있다고 믿게되었다" 그들은 인간들처럼 자신의 영혼을 소유했다. 몬다타(Mondatta)는 인간과 옴닉 사이 평화를 옹호하고 옴닉 위기 다음에 부상을 치유하기에 있는 지도자, 그의 메시지를 전파하는 세계를 여행했다. 몬다타(Mondatta)는 런던의 집회에서 무거운 보안과 트레이서의 노력에도 불구하고 위도우메이커에 의해 암살 당했다. 왕의 길(King 's Row) 지도에는 인간 아이의 손을 든 동상이 그가 살해 된 곳 근처에 있다.
몬다타(Mondatta)와 젠야타(Zenyatta)는 영국 록 밴드 더 폴리스의 1980년 앨범 Zenyatta Mondatta에서 그들의 이름을 따왔다.
몬다타의 한국어판 목소리는 김영찬이 맡았다.

### 에피 올라델레
에피 올라델레(영어: Efi Oladele)는 로봇 공학자이자 눔바니 출신의 발명가다. 부모님이 로봇 키트를 주신 후, 그녀는 로봇공학 및 인공지능 개발에 관심을 갖게 되었다. 그로인해 당시 눔바니에서 남은 재고를 팔고 있던 OR15로봇을 구입하였고 그 로봇을 개조하였다. 오리사의 제작자이다.
에피 올라델레의 한국어판 목소리는 김새해가 맡았다.

### 카티야 볼스카야
카티야 볼스카야(Katya Volskaya)는 옴닉의 삶을 종결시키는 목적의 로봇회사인 볼스카야 인더스트리의 CEO 겸 대표다.
볼스카야는 그녀가 솜브라, 리퍼 및 위도우메이커에 의한 암살의 대상이 된 단편 애니메이션 "잠입"에서 처음으로 보였다. 그러나 솜브라는 경보를 해킹하고 이벤트를 실행하여 자신의 안전을 보장한다. 솜브라는 볼스카야와 대면 할 때, 그녀가 자신의 메카에서 사용하는 기술이 실제로 옴닉이라는 정보가 있음을 밝히다. 솜브라는 카티아를 흑해로 돌려주고 그 대가로 그녀는 살아있게 된다.
마지막 장면에서 볼스카야는 자리야를 고용하여 솜브라를 죽이라는 명령을 내린다.
카티야 볼스카야의 한국어판 목소리는 강유경이 맡았다.

### 해롤드 윈스턴 박사
해롤드 윈스턴 박사(영어: Dr. Harold Winston)는 달에 관한 연구기지인 호라이즌 달 기지(영어: Horizon Lunar Colony)의 수석 과학자였으며 우주에서 살아가는 장기간의 영향을 시험하기 위해 유전자 조작 고릴라 집단이 거주했다. 해롤드는 해롤드의 안경을 훔치는 것으로 시작하여 그 주위의 세계에 큰 호기심을 보이는 젊은 고릴라 한명에게 특별한 관심을 보였다. 해롤드는 젊은 고릴라에게 지구의 전망을 보여 주면서 몇년 후에 기억해야 할 조언을 주었다. "잊지 말거라. 세상을 보이는 그대로 받아들이지 말고 가능성을 봐야 한다는 걸,"
달 기지에 있는 다른 고릴라들이 반란을 일으켰을 때, 해롤드와 다른 인간 과학자들이 살해되었다. 그의 신동은 그를 잃은 멘토가 된 것을 기리기 위해 "윈스턴"이라는 이름을 사용했고, 스크래치로 만든 로켓으로 지구로 도피했다. 윈스턴은 또한 해롤드의 안경과 호라이즌 달 기지에 있는 두 사람의 사진을 보관했다.
해롤드 윈스턴 박사의 한국어판 목소리는 장민혁이 맡았다.

### 사운드 퀘이커
사운드 퀘이커(영어: Sound Quaker)는 오버워치의 한 요원이자 오버워치 시네마틱 트레일러에서 언급되는 캐릭터의 이름이다. 현재까지 알려진 사실과 단편 애니메이션: 소집에서 나오는 영상컷을 살펴보면 사운드 퀘이커는 미사일 폭격을 하는 영웅으로 시네마틱 트레일러에서 나오는 아이들의 대화에서 찾아볼 수 있다. 또 등 뒤에 제트팩이 달린것으로 보아 파라와 같이 공중으로 비행할 수 있으며 무장 역시 로켓런쳐와 비슷한 중화류 무기로 무장한 것으로 추측된다. 이는 혼자만 비행이 가능했던 파라의 경쟁 상대를 투입하기 위한 것으로 보이며 메르시+파라 조합인 일명 "파르시" 조합을 깨트리는 목적으로 보인다. 왕의 길에서도 이에 관한 떡밥을 찾아볼 수 있으나 그의 진정한 모습이나, 무장, 근거지, 나이, 궁극기 등은 알려진 바가 전혀 없으며 아직 오버워치 세계관에서도 존재하지 않을 정도로 희박한 정보만 알려진 상황이다. 일각에서는 사운드 퀘이커는 옴닉일 것이라는 주장도 있으나 이는 사실이 아닐거라는 주장이 많다. 또한 그가 오버워치에 어떻게 입단했는지, 해체 후에는 어떻게 살았는지 전혀 알 수가 없다. 현재도 출시할 예정이라거나 개발 진행 중이라는 소식도 전해지지 않고 있다.

### 발데리히 폰 아들러
발데리히 폰 아들러(독일어: Balderich von Adler) 장군은 크루세이더스의 지휘관이자 라인하르트의 스승이었다. 크루세이더스는 독일군의 준 군사 조직으로 망치를 휘두른 장갑 전사로 구성되었으며, 라인하르트는 오버워치에 합류하기 전에 회원이었다. 옴닉 위기 동안 발데리히는 슈투트가르트 인근의 아이헨발데에 있는 그의 최고의 십자군 원수 몇 명을 독일 군대가 공격 할 수 있을만큼 오랫동안 군대에 배치하기 위해 이끌었다. 그 노력은 성공적이었지만 십자군은 옴닉사태의 뛰어난 화력에 떨어졌다. 마을은 그 후 버려졌고 발데리히의 유적은 아이헨발데 성의 큰 홀에 자리 잡고 있었다.
아이헨발데는 단편 애니메이션 '마지막 바스티온'에서 짧게 등장하여 슈투트가르트 요새 외곽의 군대와 싸우고 상처 입은 병사들을 방어하기 위해 그의 방패를 사용했다. 그는 단편 애니메에션 '명예와 영광'에서도 라인하르트와 함께 주역이었다. 애니메이션에서는 독일군과 제자 라인하르트를 피신시키고 남은 자신은 나머지 옴닉을 몰아내는데는 성공하나 그는 옴닉군의 OR14와 바스티온의 공격으로 성의 홀 안에 있는 의자에서 전사하였다. 그의 시체는 아이헨발데 지도에 나타나는데, 공격팀은 그의 유골을 회수하기 위해 구타당한 숫양을 아이헨발데 성의 성문으로 호위해야 한다. 이는 라인하르트 발데리히 대사에서도 확인할 수 있다.

### 정커퀸
여왕(영어: The Junker Queen)은 호주 어딘가에 위치한 쓰레기촌의 임시 변통 캠프의 리더다. 그녀는 2017년 8월에 발표된 쓰레기촌 지도에 대한 몇 개의 목소리를 내고 공개 비디오를 서술했으며 지도 자체의 포스터에 표시된다. 그녀는 정크랫과 로드호그에 대한 적대감을 보여 주었고, 경비원이 두 사람을 쏘라고 말했다. 2018년 들어 블리자드의 개발자 제프굿맨(Geoff godman)은 커뮤니티에 정커퀸(Junker Queen)이 어느 역할군으로 만들지에 대한 질문을 던지면서 2018년 11월 블리즈컨에 내놓을 가능성이 제기되고 있다.

### 대현
대현은 오버워치 단편 애니메이션 슈팅 스타에 나오는 한국인 캐릭터이며 송하나의 친구이자 파트너이다.
단편 애니메이션에서는 송하나와 거의 같은 분량을 차지했다.
대현의 한국어판 목소리는 손수호가 맡았다.

### MEKA
권재은 "카지노(CASINO)", 이유나 "디몬(D.MON)", 송하나 "디바(D.Va)", 한경수 "킹(KING)", 시승화 "오버로드(OVERLORD)"가 있다.

### 파치마리
파치마리(일본어: パチまり)는 오버워치에 등장하는 인형 캐릭터다.

### 안토니오 바탈로티
안토니오 바탈로티(이탈리아어: Antonio Bartalotti)는 이탈리아인의 비즈니스맨이자 탈론의 전 간부이다. 신변 보호를 목적으로 가명을 사용하고 있다.

### 막시밀리앙
막시밀리앙(프랑스어: Maximilien)은 부유한 옴닉이며 탈론의 내무 협의위원이다. 그는 모나코에서 카지노 운영을하는 "가면" 만화와 "푹풍의 서막"에서 처음으로 등장하였다.

### 마우가
마우가(Mauga)는 바티스트의 원작인 '왓 유 비 비하인드(What You Be Behind)'에 소개된 바티스트와 밀접한 동반자다.

### 소전
소전(Sojourn)은 오버워치 창립 멤버 중 하나이다. 오버워치의 제작사인 블리자드는 오버워치 2에서 플레이 가능한 영웅이 될 것이라고 밝혔다.
소전의 한국어판 목소리는 이소영이 맡았다.

## 같이 보기
- 스타크래프트의 등장인물 목록
- 워크래프트의 등장인물 목록
- 디아블로의 등장인물 목록